# Zdeněk Škarvada
Brigádní generál Zdeněk Škarvada (8. listopadu 1917 Olešnice – 11. května 2013 Ostrava) byl československý stíhací pilot bojující za druhé světové války v řadách Royal Air Force.

## Životopis
Narodil se 8. listopadu 1917 v Olešnici na Blanensku rok před koncem první světové války. Vyučil se v letech 1935 až 1937, absolvoval základní pilotní výcvik při Vojenském leteckém učilišti v Prostějově. V roce 1938 se stal polním armádním pilotem a až do nacistické okupace létal u stíhací letky v Pardubicích.
Se začátkem okupace Československa byl 31. března 1939 z armády propuštěn.
29. července 1939 vstoupil do polského letectva v Deblinu, kde létal se svým kamarádem Josefem Františkem. Zúčastnil se polsko-německé války a následně padl do zajetí postupující Rudé armády.
Po dlouhém pobytu v sovětské internaci byl společně s většinou československých vojáků „vrácen“ a 26. června 1940 odstartoval svou několikaměsíční anabázi do Británie. Vyplul z Oděsy, aby se přes Turecko, Egypt, Indii a Kapské Město kolem Afriky nakonec v říjnu 1940 vylodil v Liverpoolu.

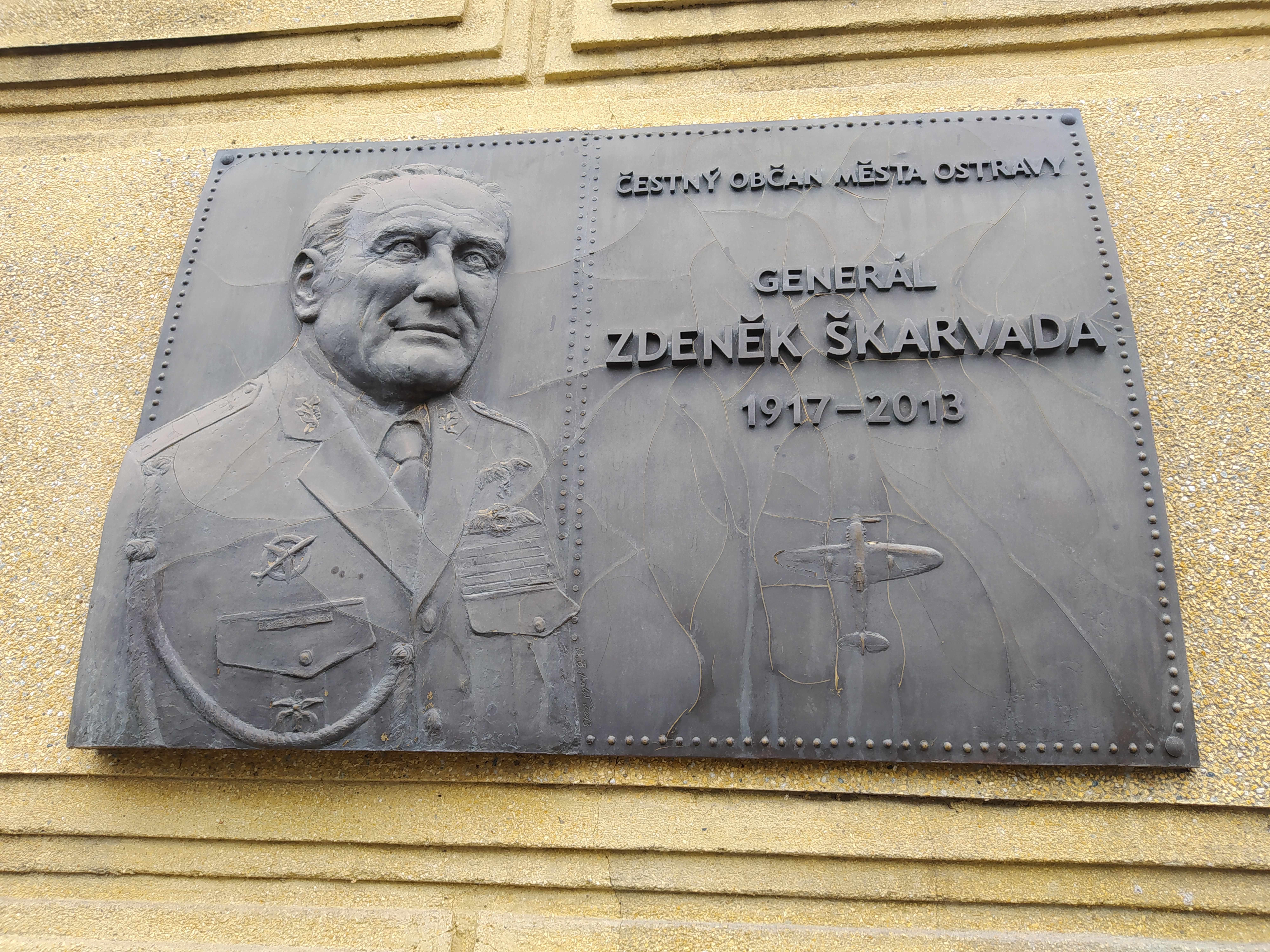
Pamětní deska na ZŠ Zdeňka Škarvady v Ostravě

V Británii byl přijat s hodností seržanta do RAF a po výcviku v červenci 1941 přidělen k 310. československé stíhací peruti. Létal na letounech Spitfire i Hurricane.
Při jednom z hlídkových letů nad mořem v okolí ostrovů Scilly musel 4. února 1942 kvůli poruše svého spitfiru vyskočit s padákem do ledových vln Atlantiku.
Po několika hodinách ve vodě ho vylovila německá loď a zbytek války přežil v německém zajetí. Prošel několika zajateckými tábory a evakuace posledního z nich v lednu 1945 se pro něj i ostatní zajatce změnila v pochod smrti.
Strastiplnou pouť ukončilo až osvobození zajatců americkými vojáky, následoval přesun do Anglie a pak návrat do osvobozené vlasti a služba v novém československém letectvu.
Od dubna 1947 působil jako instruktor ve Vojenské letecké akademii v Hradci Králové. Až do srpna 1950, kdy byl z politických důvodů v rámci další vlny poúnorových čistek v armádě přeložen do zálohy a degradován. Mohl zastávat jen podřadné práce. Byl vyhoštěn z bytu. Pracoval nejprve u pozemních staveb a později v dolech u České Třebové a v Ostravě.
V rámci rehabilitace mu byla v roce 1965 vrácena hodnost majora v záloze a o rok později i hodnost podplukovníka. Skutečné rehabilitace se však dočkal až v roce 1990, kdy byl povýšen na plukovníka a v roce 2000 jej pak prezident Václav Havel jmenoval brigádním generálem ve výslužbě.
V roce 2002 vyšla kniha Zdeněk Škarvada - Keep floating!, kterou napsali Jana Horáková, Jaroslav Popelka a Václav Kolesa.
V září 2010 se zúčastnil letecké přehlídky na mošnovském letišti Leoše Janáčka, kde se konaly Dny NATO. Zemřel 11. května 2013 a bylo mu téměř 96. let.
Generál Škarvada byl také jmenován čestným občanem města Ostravy.

## Další informace
Jméno gen. Škarvady nese v Ostravě Základní škola generála Zdeňka Škarvady